# Dermot McCarthy
Dermot McCarthy (Dublino, 1954) è un diplomatico e politico irlandese, segretario generale del governo irlandese e segretario generale del dipartimento di Taoiseach. Egli occupa attualmente due dei tre principali incarichi civili irlandesi..

## Biografia
Nato a Dublino, ha frequentato la Synge Street CBS school ed il Trinity College nella città natale, ottenendo quindi il titolo di Baccelliere delle Arti e dei Mestieri in Letteratura ed in Economia.
Egli prese parte alla guerra civile irlandese poco dopo la laurea e prestò servizio nel dipartimento d'Industria e Commercio irlandese. Dal 1977 collaborò stabilmente col dipartimento della salute assurgendo quindi al livello di Assistente Segretario Generale.
Fervente cattolico, McCarthy ha presenziato ai funerali di Giovanni Paolo II in rappresentanza dell'Irlanda ed ha partecipato successivamente ai festeggiamenti per l'elezione di Benedetto XVI al soglio di Pietro nel 2005.
Egli ha giocato in campo politico un ruolo principale nel processo di Social Partnership in Irlanda. Nel 1990 è stato nominato direttore del National Economic and Social Council (NESC). Dal gennaio del 2000 è stato nominato Segretario Generale del Governo Irlandese, rimpiazzando in questo compito Frank Murray.